# Cyprotides purpurea
Cyprotides purpurea är en fjärilsart som beskrevs av Grose-smith och Kirby 1897. Cyprotides purpurea ingår i släktet Cyprotides och familjen juvelvingar. Inga underarter finns listade i Catalogue of Life.